# Frotérství

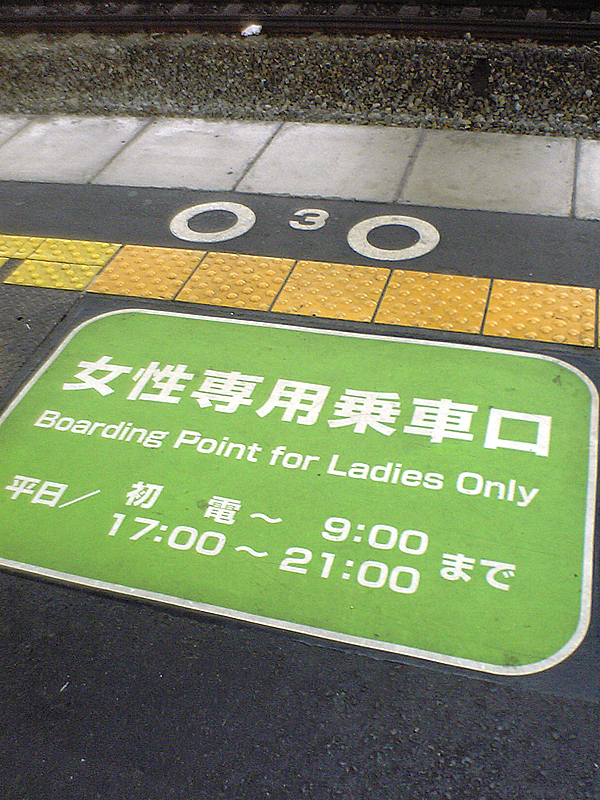
Nápis na nástupišti metra v japonské Ósace upozorňující na vozy určené ve vymezené časy pouze pro ženy

Frotérství (francouzsky: frotteurisme) je parafilie spočívající v úmyslném vyhledávání dotyků a tření se o anonymní osoby, většinou opačného pohlaví za účelem sexuálního vzrušení. Uskutečňuje se v různých davech, tlačenicích, frontách, koncertech či v dopravních prostředcích, atp. Termín frotérství pochází z francouzského slovesa frotter, které znamená „třít se.“ Označení frotér pak doslova znamená „ten, který se tře.“ Týká se zejména mužů.
V České republice se mimo jiné tématem frotérství zabývá projekt Parafilik realizovaný v rámci Laboratoře evoluční sexuologie a psychopatologie Národního ústavu duševního zdraví. V rámci svých služeb nabízí bezplatnou anonymní pomoc formou krizové intervence, dlouhodobé terapie a online poradny. Hlavními cíli nabízené pomoci je podpora kontroly vlastní sexuality a zlepšení duševní pohody podle hesla projektu „Nemůžete za své pocity, můžete za své činy.“